# IC 5097
IC 5097 — галактика типу *4 (група зірок) у сузір'ї Малий Кінь.
Цей об'єкт міститься в оригінальній редакції індексного каталогу.